# Джозеф Квінн
Джозеф Куінн (26 січня 1994, Лондон) — англійський актор. Відомий своєю роботою на британському телебаченні, зокрема ролями у серіалі «Епоха Дікенса» (2016) і мінісеріалах «Говардс Енд» (2017) та «Катерина Велика» (2019). Він також зіграв ролі другого плану в серіалах BBC Les Misérables та «Страйк». У 2022 році набув ширшої популярності завдяки ролі Едді Мансона у четвертому сезоні серіалу «Дивні дива». Знімався у науково-фантастичному фільмі жахів «Тихе місце: День перший», зіграв імператора Гета в історичному бойовику «Гладіатор II», обидва вийшли у 2024 році. У 2025 році здобув визнання за роль морського котика ВМС США у фільмі «Бойові дії» та зіграв Джонні Шторма / Людину-смолоскипа у супергеройському фільмі «Фантастична четвірка: Перші кроки» (2025).

## Раннє життя
Квінн народився в 1993 році в Лондоні, Англія. Виріс у Південному Лондоні, де відвідував незалежну школу Emanuel School з 2007 по 2012 рік й отримав стипендію в рамках їхньої програми вивчення драматургії. Згодом відвідував театральну школу Лондонської академії музичного та драматичного мистецтва, яку закінчив у 2015 році

## Кар'єра
Після школи Джозефа Квінна взяли на головну роль Артура Гевішема в телесеріалі BBC One «Епоха Дікенса». Прем'єра серіалу відбулася в грудні 2015 року. У наступні роки він грав на лондонській сцені Національного театру та Офф Вест-Енду. У 2017 році поруч із Гейлі Етвел знявся у головній ролі у чотирисерійному серіалі «Говардс Енд», де зіграв Леонарда Баста, молодого банківського клерка. Того ж року з'явився в серіалі HBO «Гра престолів» у 7-му сезоні в ролі солдата Старка Конера.
У 2022 році зіграв Едді Мансона в 4-му сезоні серіалу «Дивні дива». Він був обраний до складу акторів у 2019 році, а зйомки проходили у 2021 році. Разом з Люпітою Ніонго знявся у фільмі жахів «Тихе місце: День перший» режисера Майкла Сарноскі, який вийшов у червні 2024 року. Він також зіграв роль імператора Гета в історичному бойовику «Гладіатор 2» режисера Рідлі Скотта, який вийшов у листопаді 2024 року.
У 2025 році зіграв одну з головних ролей у воєнному фільмі «Бойові дії» (сценарій та співрежисура Алекса Ґарленда) та супергеройському бойовику «Фантастична четвірка: Перші кроки».
Серед майбутніх ролей — Джонні Шторм / Людина-смолоскип у фільмі кіновсесвіту Marvel «Месники: Судний день» (2026) та «Месники: Таємні війни» (2027). Квінн також зіграв роль Джорджа Гаррісона у чотирисерійному біографічному фільмі Сема Мендеса про «Бітлз».

## Фільмографія

### Фільми
| Рік  | Назва                             | Роль                            | Примітки |
| ---- | --------------------------------- | ------------------------------- | -------- |
| 2018 | Оверлорд                          | Грюнауер                        |          |
| 2019 | Макіяж                            | Том                             |          |
| 2024 | Тихе місце: День перший           | Ерік                            |          |
| 2024 | Гладіатор 2                       | Гета                            |          |
| 2025 | Бойові дії                        | Сем                             |          |
| 2025 | Фантастична четвірка: Перші кроки | Джонні Шторм / Людина-смолоскип |          |
| 2026 | Месники: Судний день              | Джонні Шторм / Людина-смолоскип |          |

### Телесеріали
| рік  | Назва           | Роль          | Мережа                                       | Примітки                         |
| ---- | --------------- | ------------- | -------------------------------------------- | -------------------------------- |
| 2011 | Поштовий індекс | Тім           | CBBC                                         | Епізод 1                         |
| 2016 | Епоха Дікенса   | Артур Гевішем | BBC One                                      | 19 серій                         |
| 2017 | Гра престолів   | Конер         | HBO                                          | Епізод: «The Spoil of War» (7.4) |
| 2017 | Говардс Енд     | Леонард Баст  | BBC One (Велика Британія) Starz (США)        | мінісеріал                       |
| 2017 | Марнотрати часу | Ральф         | ITV2 (Велика Британія) CBC Gem (США)         | 2 епізоди                        |
| 2018 | Знедолені       | Enjolras      | BBC One                                      | мінісеріал; 3 епізоди            |
| 2019 | Катерина Велика | Царевич Павло | Sky Atlantic (Велика Британія) HBO (США)     | мінісеріал                       |
| 2020 | Страйк          | Біллі Найт    | BBC One                                      | 4 епізоди                        |
| 2020 | Мала сокира     | ПК Діксон     | BBC One (Велика Британія) Amazon Prime (США) | Епізод: «Mangrove»               |
| 2022 | Дивні дива      | Едді Мансон   | Netflix                                      | 4 сезон, 9 епізодів              |

### Короткометражні
| рік      | Назва     | Роль   | Режисер(и)                                         | Примітки |
| -------- | --------- | ------ | -------------------------------------------------- | -------- |
| 2015 рік | Інстинкт  | Ден    | Натан Гамільтон і Генрі Леруа-Сальта               |          |
| 2017 рік | КІН       | Джеймі | Гелена Міддлтон                                    |          |
| 2018 рік | Підйомник | Геш    | Джозеф Девіс, Генрі Лерой-Сальта та Каллум Вудхаус |          |

### Театр
Окремі професійні ролі.
| рік      | Назва         | Роль   | Режисер(и)           | Місце постановки                | Примітки |
| -------- | ------------- | ------ | -------------------- | ------------------------------- | -------- |
| 2016 рік | Дозор смерті  | Морріс | Джеральдін Олександр | Кімната друку                   |          |
| 2017 рік | Список бажань | Дін    | Метью Зіа            | Театр Королівський двір         | [ 20 ]   |
| 2017 рік | комарі        | Люк    | Руфус Норріс         | Королівський національний театр | [ 21 ]   |